# 聖伯多祿聖保祿堂 (奧斯滕德)
聖伯多祿聖保祿堂（Sint-Petrus-en-Pauluskerk）是位於比利時城市奧斯滕德的一座天主教的教堂，為新哥特式建築。聖伯多祿聖保祿堂初建於1899年，竣工於1908年。

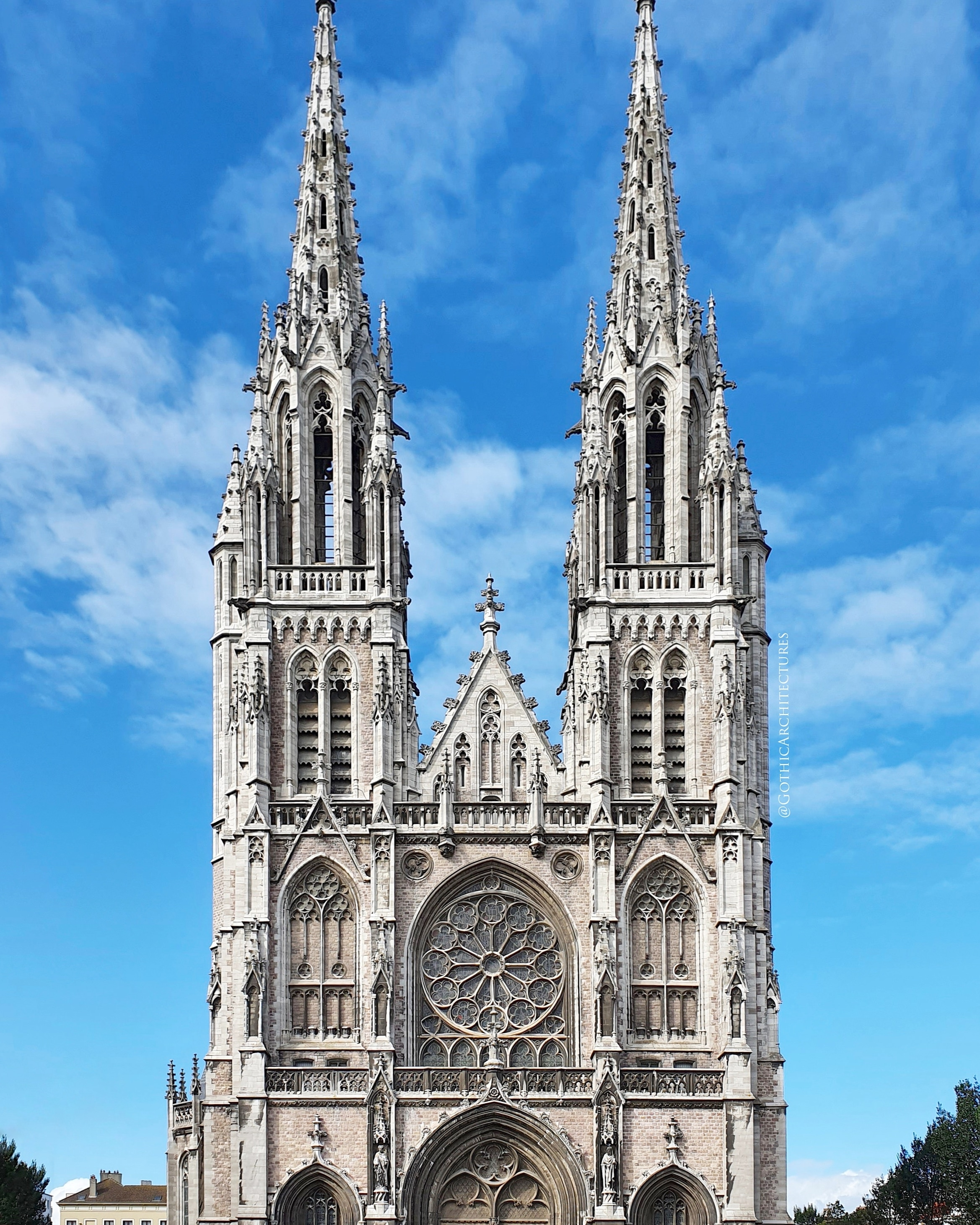
Eastern facade

## 外部連結
- Information and pictures

51°13′48″N 2°55′19″E / 51.230°N 2.922°E